# كين هوتون
كين هوتون (بالإنجليزية: Ken Houghton)‏ (18 أكتوبر 1939 - ) هو لاعب كرة قدم بريطاني في مركز الوسط. لعب مع سكونثورب يونايتد ونادي سكاربورو.

## وصلات خارجية
- كين هوتون على موقع قاعدة بيانات كرة القدم.إي يو (الإنجليزية)